# أكس أس أل

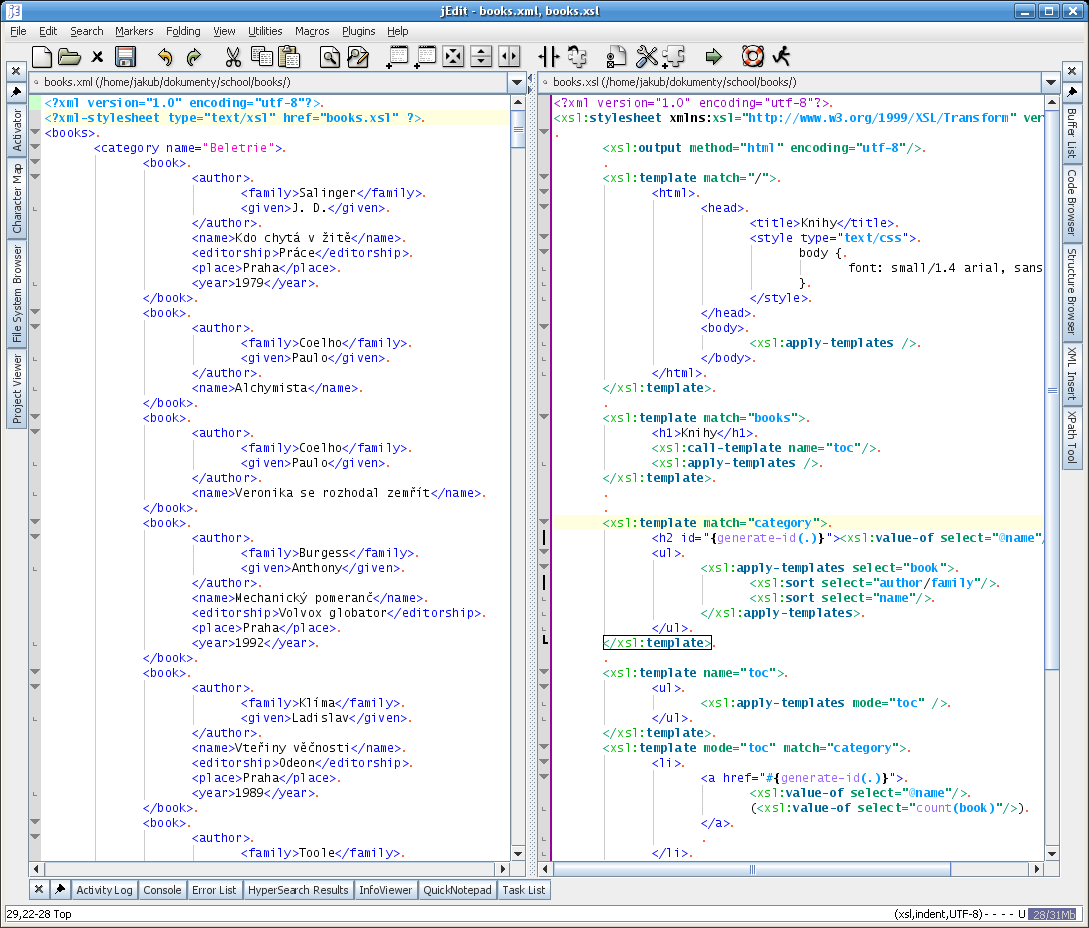

لغة الأسلوب الموسع (XSL)، (بالإنجليزية: Extensible Stylesheet Language (XSL))‏، وهي تقنية تستخدم لتحديد طريقة العرض لملفات لغة الترميز القابلة للامتداد (XML The Extensible Markup Language) حيث أنها تعالج البنية المنطقية لهذه الملفات, وهي تتشارك بوظائف مع (CSS2) . على الرغم من أن (XSL) تستخدم أسلوب مختلف في تركيب الجملة , تتطلب هذه التقنية كلفة إضافية لأنها تستخدم أنظمة برمجية أقوى وأكثر تعقيدا من (CSS).

## تاريخها
نشأت فكرة لغة الأسلوب الموسع (XSL) باقتراح تم إرساله إلى رابطة الشبكة العالمية W3C (World Wide Web Consortium) من قبل الشركات Microsoft و ArborText و Inso , حيث كانت الفكرة بإنشاء تقنية لملفات لغة الترميز القابلة للامتداد (XML) لتجعلها متوافقة مع (CSS) , وان تتجاوز ذلك بحيث تتعامل مع عناصر فريدة من تلك اللغة ,ثم بعد ذلك قامت الرابطة في الحادي عشر من أيلول 1997 بإضافة لغة الأسلوب الموسع (XSL) , حيث كانت مقتصرة في ذلك الوقت على تنسيق ملفات لغة الترميز القابلة للامتداد (XML) , بهدف جعل مواقع الويب أكثر مرونة وقوة , ثم ارتبطت بعد ذلك بالعديد من التقنيات الأخرى.

## أقسامها
تتكون لغة الأسلوب الموسع من قسمين رئيسيين والثالث ليس رئيسي لأنه يمكن أن يعتبر فرع من القسم الثاني وهي:
1. كائنات نمذجة (XSL) بالإنجليزية (XSL Formatting Objects) XSL-FO .

تتكون كائنات نمذجة (XSL) من كائنات ; وهي عناصر النمذجة الأساسية من تقنية (XSL) حيث أنها مصممة للقيام بوظائف مشابهة لوظائف (CSS) في تنسيق (HTML) ,حيث أنها مسؤولة عن تنسيق لغة الأسلوب الموسع (XSL) . في هذه التقنية , من غير الضروري أن تتشابه في التركيب اللغوي ل(CSS).
1. لغة التحويل (XSL) بالإنجليزية XSLT (Extensible Style sheet Language Transformations.

بالنسبة لعملية التحويل في XSL (XSLT) فتتكون من المفردات المستخدمة في بناء ملفات (XML) , حيث تقوم هذه التقنية بتحليل معطيات هذه الملفات بشكل شجري وإنتاج بنية شجرية أخرى من معطيات الملفات التي جرى تحويلها , وتقوم هذه التقنية بعملية التحويل باستخدام طريقة تطابق العينات , فإذا تطابقت عينة مع جزء من الشجرة يتم استخدام قالب يرشدنا إلى طريقة تحويل ذلك الجزء, وتستخدم طريقة أخرى وهي (Xpath).
1. تقنية (Xpath) بالإنجليزية (the XML Path Language) .

أما القسم الأخير وهو Xpath فيعد لغة تعبيرية (Expression Language) ليست من (XML) , تقوم بربط عقدة(node) بأخرى لتحويل ملفات (XML) إلى ملفات مختلفة , والملف الناتج يمكن أن يكون (XML) أو (HTML) أو نص عادي أو أي ملف أساسه ملف نص , إما وظيفة (Xpath) الأساسية فهي عنونة أجزاء ملف (XML) , وتشكل المبدأ الأساسي لعنونة ملف (XSLT) , وتستخدم في الحالات أللتي لا يمكن فيها استخدام (XML) للتأشير , حيث تقوم باختيار العنصر لمعالجته وتوليد النص.